# Ung thư vú nam
Ung thư vú nam là một loại ung thư hiếm gặp ở nam giới xuất phát từ vú. Nhiều nam giới bị ung thư vú đã thừa hưởng đột biến BRCA, nhưng cũng có những nguyên nhân khác, bao gồm lạm dụng rượu và phơi nhiễm với một số kích thích tố và bức xạ ion hóa.
Vì thể hiện bệnh lý tương tự như ở ung thư vú nữ, những đánh giá và điều trị ung thư vú nam điều đang dựa trên kinh nghiệm và hướng dẫn đã được xây dựng ở bệnh nhân nữ. Điều trị tối ưu hiện vẫn chưa được biết rõ.

## Bệnh lý học
Giống như ở nữ giới, ung thư biểu mô tuyến ống xâm lấm là loại ung thư phổ biến nhất. Trong khi ung thư nội mô, ung thư biểu mô viêm và bệnh Paget vú đã được mô tả, thì ung thư biểu mô tiểu thùy tại chỗ lại không tìm thấy ở nam giới. Ung thư vú ở nam giới di căn theo đường bạch huyết và dòng máu như ở ung thư vú nữ. Theo đó, hệ thống TNM (hệ thống thường dùng để phân giai đoạn đối với các khối u đặc) cho bệnh ung thư vú là giống nhau cho cả nam và nữ.
Kích thước tổn thương và sự tham gia của hạch bạch huyết giúp xác định tiên lượng; do đó các tổn thương nhỏ mà không có sự tham gia của hạch bạch huyết có tiên lượng tốt nhất. Xuất hiện thụ thể estrogen và progesterone và khuếch đại gen HER2/neu (Human Epidermal Growth Factor Receptor 2) cần phải được báo cáo vì chúng có thể ảnh hưởng đến các việc lựa chọn điều trị. Khoảng 85% các ca ung thư vú ở nam giới dương tính với thụ thể estrogen, và 70% dương tính với thụ thể progesterone

## Mức độ phổ biến
Khoảng một phần trăm ung thư vú phát triển ở nam giới. Ước tính có khoảng 2.140 trường hợp mới hàng năm được chẩn đoán ở Hoa Kỳ và khoảng 300 ở Vương quốc Anh (Anh). Số ca tử vong hàng năm ở Mỹ là khoảng 440 (vào năm 2016 "nhưng khá ổn định trong vòng 30 năm qua"). Trong một nghiên cứu từ Ấn Độ, tám trong số 1.200 (0,7%) được chẩn đoán ung thư nam trong một đánh giá bệnh lý ung thư vú. Tỷ lệ mắc ung thư vú ở nam giới đang gia tăng làm tăng khả năng các thành viên khác trong gia đình cũng mắc bệnh. Nguy cơ tương đối của ung thư vú cho người phụ nữ có anh trai bị ảnh hưởng cao hơn khoảng 30% so với người phụ nữ có em gái bị ảnh hưởng. Khối u có thể xuất hiện trong một khoảng tuổi rộng, nhưng thường ở nam giới ở độ tuổi sáu mươi và bảy mươi.
Các yếu tố nguy cơ được biết đến bao gồm phơi nhiễm bức xạ, nội tiết tố nữ (estrogen) và yếu tố di truyền. Phơi nhiễm estrogen cao có thể xảy ra do thuốc, béo phì hoặc bệnh gan và các liên kết di truyền bao gồm tỷ lệ mắc ung thư vú ở phụ nữ cao trong họ hàng gần. Nghiện rượu mãn tính có mối liên quan đến ung thư vú nam. Nguy cơ ung thư vú nam cao nhất ở nam giới mắc hội chứng Klinefelter. Người nam mang đột biến gen BRCA cũng được cho là có nguy cơ mắc ung thư vú cao hơn, với khoảng 10% trường hợp ung thư vú nam mang đột biến BRCA2 và đột biến BRCA1 thuộc số ít.